# Xã Vineyard, Quận Lawrence, Missouri
Xã Vineyard (tiếng Anh: Vineyard Township) là một xã thuộc quận Lawrence, tiểu bang Missouri, Hoa Kỳ. Năm 2010, dân số của xã này là 1.048 người.